# エヴェリン・カワモト
エヴェリン・トクエ・カワモト（Evelyn Tokue Kawamoto、日本名：川本 トクエ〈かわもと とくえ〉、1933年9月17日 - 2017年1月22日）は、アメリカ合衆国の女子競泳選手。結婚後の名前であるエヴェリン・コンノでも知られている。オリンピックのメダリストに2度輝いている。
1949年の同じ日に300m個人メドレーと200m平泳ぎのアメリカ記録を破った。1か月後の全米選手権では、その2つの種目で優勝した。1952年のオリンピックの予選会の最終日に、400m自由形でアメリカ記録を出した。
18歳の時、1952年の夏季オリンピックにアメリカ代表で出場し、2つの銅メダルを獲得した。1つ目は女子4×100m自由形リレーで獲得した。ジャッキー・ラヴィーン、マリリー・ステパン、ジョディー・オルダーソンとともに出場し、ハンガリーとオランダに次いで3位であった。個人では女子400m自由形の予選でオリンピック記録を出したが、決勝でハンガリーのValéria Gyengeとノヴァーク・エーヴァについで3位となった。
同じオリンピックに出場し、金メダルを獲得しているアメリカ人選手のフォード・コンノと結婚した。2000年にハワイスポーツ殿堂入りした。
2017年に83歳で亡くなった。